# Station Warrington Bank Quay
Warrington Bank Quay is een spoorwegstation van National Rail in Warrington, Warrington in Engeland. Het station is eigendom van Network Rail en wordt beheerd door Avanti West Coast. 